# Story of Seasons
Story of Seasons (牧場物語 つながる新天地, Bokujō Monogatari: Tsunagaru Shin Tenchi) est un jeu vidéo de rôle et de simulation de vie développé par Marvelous Inc. (anciennement Marvelous AQL) et édité par Marvelous Inc., sorti le 27 février 2014 au Japon sur Nintendo 3DS. Ce jeu fut traduit en plusieurs langues, dont la version anglaise (États-Unis) développée par Marvelous USA (anciennement XSEED Games) qui est sortie le 31 mars 2015. L'édition française est sortie le 31 décembre 2015 en France, publié sous édité sous Nintendo. Il fait partie de la franchise Harvest Moon créée par Marvelous Entertainment. 

## Système de jeu
L'aventure commence sur un outil de personnalisation du personnage joué que l'on incarnera tout au long de la partie. Le joueur est ensuite projeté directement dans une zone rurale, où une habitante locale se chargera d'enseigner les rudiments de la vie de fermier. Ce long tutoriel donne le ton du jeu et permet surtout d'en comprendre le rythme. Il faudra bien une bonne quinzaine d'heures au joueur pour cerner toutes les subtilités de gestion, anticiper les événements et changements de saisons et commencer à bien remplir ses journées d'activités diverses.

## Évaluations du jeu
- Jeuxvideo.com : 15/20[3]
- L'avis des lecteurs (23) : 17/20[3]